# Room 641A

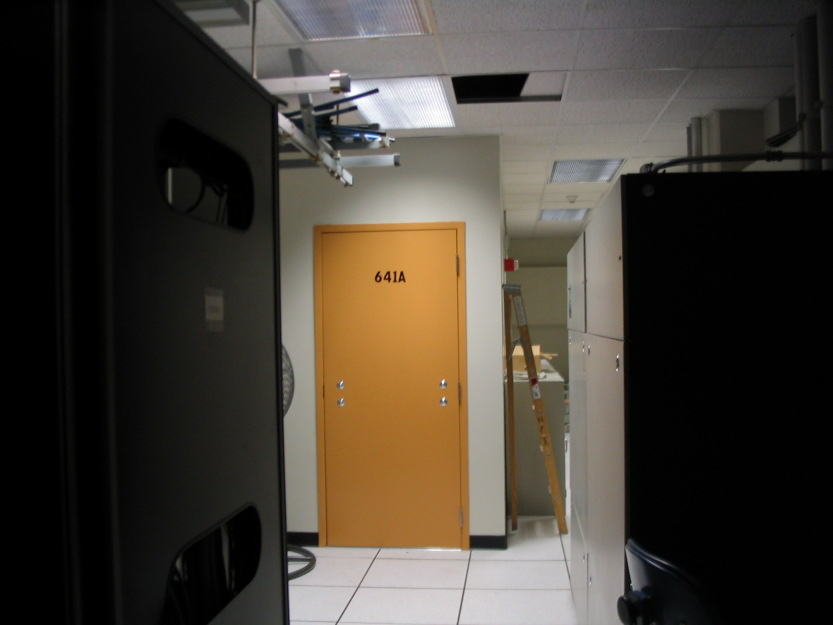
Foto del exterior de la habitación 641

Room 641A (Habitación 641A, en español) es una instalación de interceptación de telecomunicaciones operada por AT&T para la Agencia de Seguridad Nacional de EE. UU. como parte del programa de vigilancia sin orden judicial como lo autoriza la Ley USA PATRIOT. La instalación comenzó a operar en 2003 y su propósito fue revelado públicamente en 2006.

## Descripción
La habitación 641A está localizada en el edificio de SBC Communications en 611 Folson Streen, San Francisco. Tres pisos del edificio fueron ocupados por AT&T antes de que SBC la comprara. La habitación era referida en los documentos internos de AT&T como "La sala segura del grupo de estudio 3" (SG3 [Study Group 3] Secure Room).
La habitación mide cerca de 7.3 por 14.6 metros (24 por 48 pies) y contiene varios racks de equipamiento, incluyendo un Narus STA 6400, un dispositivo diseñado para interceptar y analizar las comunicaciones en internet a una muy alta velocidad. Es alimentada por líneas de fibra óptica proveniente de divisores de haz instalados en troncales de fibra óptica que transportan tráfico de la red troncal de internet. En el análisis de J. Scott Marco, un antiguo CTO de GTE y un antiguo asesor de la Comisión Federal de Comunicaciones este dispositivo tiene acceso a todo el tráfico de internet que pasa a través del edificio y por ello tiene "la capacidad de permitir la vigilancia y el análisis del contenido de internet a escala masiva, incluyendo tanto tráfico puramente doméstico como de todo el mundo."
La existencia de la habitación fue revelada por el antiguo técnico de AT&T, Mark Klein y fue el asunto de la acción legal de la Electronic Frontier Foundation contra AT&T. Klein afirma que le dijeron que otras dark rooms similares son operadas en otras instalaciones alrededor del país.
La habitación 641A y las controversias que la rodean son asuntos de un episodio del programa documental de actualidad Frontline de la PBS. Dicho episodio fue transmitido originalmente el 15 de mayo del 2007. El asunto también apareció en Now on PBS en marzo del 2008 y en un episodio "La fábrica de espías" (The Spy Factory) de Nova también de PBS.

## Controversias
La Electronic Frontier Foundation (EEF) demandó a AT&T el 31 de enero del 2006, acusando a la compañía de violar la ley y la privacidad de sus clientes colaborando con la Agencia de Seguridad Nacional (NSA) en un programa ilegal y masivo de escucha telefónica y minería de datos de las comunicaciones estadounidenses. El 20 de julio de 2006, un juez federal permitió el avance del caso cuando denegó las mociones del gobierno y de AT&T para desechar el caso, principalmente basadas en el privilegio de los secretos de estado. El 15 de agosto de 2007 el caso llegó a oídos de la Corte de Apelaciones del Noveno Circuito y fue desechado el 29 de diciembre del 2011 con base en la concesión retroactiva de inmunidad del Congreso para compañías de telecomunicaciones que cooperen con el gobierno. La Corte Suprema de Estados Unidos se negó a escuchar el caso.
Otro caso diferente de la Electronic Frontier Foundation titulado Jewel vs NSA fue archivado el 18 de septiembre de 2008. Después de muchos años de litigación, el 25 de abril de 2019 el Distrito Norte de California falló con la conclusión de que la evidencia presentada por los expertos del demandante era insuficiente; "La Corte confirmó que Klein no puede establecer el contenido, función o el propósito de la sala segura de la AT&T basado en su propio conocimiento independiente".
El fallo además decía que "Klein solo puede especular sobre qué, por quién, cómo y con qué propósito los datos fueron realmente procesados en esa sala segura ya que el nunca estuvo involucrado en esta operación". La Corte además desacreditó a otros expertos convocados citando su gran dependencia con la declaración de Klein.